# Adliswil
Adliswil là một thành phố và đô thị của huyện Horgen thuộc bang Zurich của Thụy Sĩ.